# マジャール・ポシュタ
マジャール・ポシュタ（ハンガリー語：Magyar Posta Zrt.）は、ハンガリーの郵便事業者。国営企業であり、郵政民営化も検討されている。通常の郵便配達のほか、ロジスティクス、銀行業、マーケティングをも手掛ける。複数の労働組合があり、2007年に翌年の賃上げに成功した7つの労組加入者は38,000人であった。
2009年11月には、イギリスのボーダフォン傘下のボーダフォン・ハンガリーと提携し、携帯電話・プリペイドカードによるネットワークアクセス事業に参入した。更に2012年1月には、移動体通信事業者向けの電波割り当てにおいて、ハンガリー開発銀行やハンガリー電力会社と連合し5MHz幅を落札した。

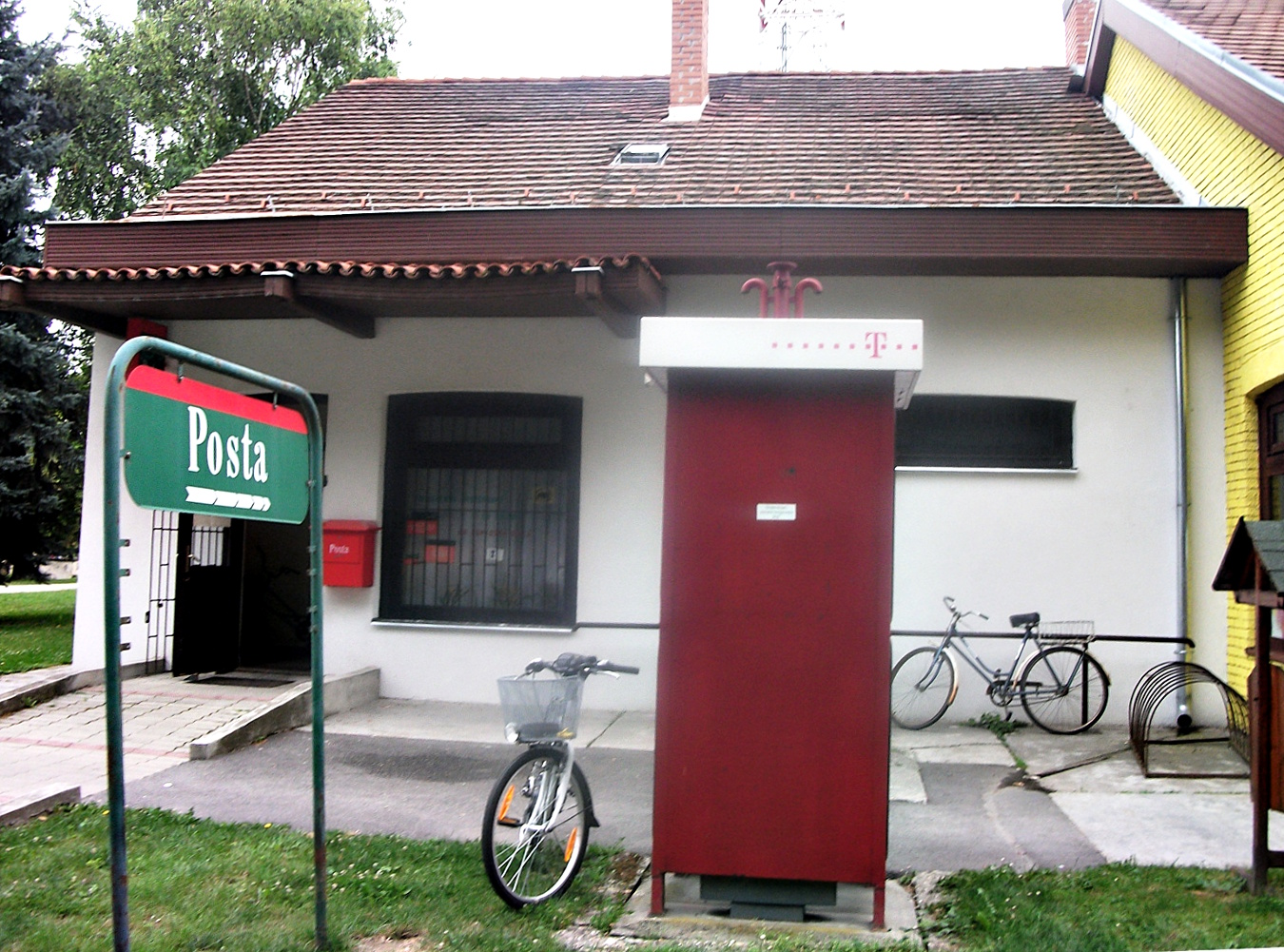
ジェール・モション・ショプロン県ヘーデルヴァールの郵便局